# Коржевка (Петриковский район)
Коржевка (бел. Коржаўка) — деревня в Муляровском сельсовете Петриковского района Гомельской области Беларуси.
На востоке и севере граничит с лесом.

## География

### Расположение
В 14 км на северо-восток от Петрикова, 2 км от железнодорожной станции Муляровка (на линии Лунинец — Калинковичи), 176 км от Гомеля.

## Транспортная сеть
На юге железная дорога. Рядом автодорога Лунинец — Гомель. Планировка состоит из криволинейной улицы, ориентированной с юго-востока на северо-запад. Застройка двусторонняя, деревянная, усадебного типа.

## История
По письменным источникам известна с XIX века как хутор в Петриковской волости Мозырского уезда Минской губернии. Обозначена на карте 1866 года, которая использовалась Западной мелиоративной экспедицией, работавшей в этих местах в 1890-е годы. В 1879 году значится в Петриковском церковном приходе. В 1908 году неподалёку одноимённый железнодорожный разъезд. В 1931 году организован колхоз. Во время Великой Отечественной войны 16 жителей погибли на фронте. Согласно переписи 1959 года в составе колхоза имени В. И. Ленина (центр — деревня Конковичи).

## Население

### Численность
- 2004 год — 23 хозяйства, 41 житель.

### Динамика
- 1908 год — 6 дворов, 91 житель.
- 1917 год — на хуторе и разъезде 172 жителя.
- 1959 год — 137 жителей (согласно переписи).
- 2004 год — 23 хозяйства, 41 житель.